# Scarlet Hill
Scarlet Hill är en kulle på ön Heard Island i Heard- och McDonaldöarna (Australien).  Toppen på Scarlet Hill är 410 meter över havet.